# 禮品卡
礼品卡是一种预付費储值卡，通常由零售商或银行发行，禮品卡持有者在特定商店或相关企业内购物时可用禮品卡替代现金。雇主或机构也会将礼品卡作为奖励或礼物发放給員工或其他人士。它们也可能由零售商和营销人员發放給客戶，作为促销策略的一部分，以吸引回頭客。礼品卡一般只能用于在相关零售场所购物，不能兑现，在某些情况下可能会有使用期限。